# Линникова, Анна Владиславовна
Анна Владиславовна Линникова (род. 4 апреля 2000, Оренбург, Оренбургская область) — российская фотомодель, обладательница титула «Мисс Россия 2022», участница конкурса «Мисс Вселенная 2022».

## Биография
Линникова выросла в Оренбурге и начала профессионально работать моделью в 16 лет. В качестве профессиональной модели Линникова работала по контракту в таких странах, как Китай, Япония, Южная Корея, Вьетнам и Индонезия. Позже она переехала в Санкт-Петербург, чтобы поступить в Санкт-Петербургский университет технологий управления и экономики. До победы на конкурсе «Мисс Россия 2022» Линникова училась на втором курсе университета, изучая связи с общественностью.
Линникова начала свою карьеру в конкурсе красоты в 2022 году, после того как стала одной из 750 000 женщин по всей России, прошедших прослушивание, чтобы стать финалисткой конкурса «Мисс Россия 2022». В конечном итоге она была выбрана в качестве официального кандидата, представляющего Оренбург. Линникова вошла в десятку лучших в финале, состоявшемся 25 июля 2022 года, прежде чем была объявлена победительницей. В январе 2023 года как Мисс Россия, Линникова официально представляла Россия на «Мисс Вселенная 2022», но не вошла в топ-16.

### Личная жизнь
В 2020 году у Линниковой был роман с продюсером и моделью Артемием Журавлевом из Санкт-Петербурга. В 2023 году модель какое-то время встречалась с американским блогером Джексоном Хинклом.